# Distretto di Llusco
Il distretto di Llusco è uno degli otto distretti della provincia di Chumbivilcas, in Perù. Si trova nella regione di Cusco.